# Freekstyle
Freekstyle es un videojuego de carreras de motocross de 2002 para PlayStation 2, GameCube y Game Boy Advance. Hay cuatro niveles de juego: circuito, carrera rápida, estilo libre y carrera libre.
El juego presenta una variedad de pilotos de FMX de la vida real, que incluyen Mike Metzger, Brian Deegan,  Mike Jones y Clifford Adoptante, así como pilotos profesionales de motocross, que incluyen Stefy Bau, Jessica Patterson y Greg Albertyn. También aparece como personaje jugable la actual 790 KABC locutora de radio y deportes y modelo Leeann Tweeden, que también fue locutora de motocross.

## Recepción
Las versiones de PlayStation 2 y GameCube recibieron "críticas generalmente favorables", mientras que la versión de Game Boy Advance recibió críticas "mixtas", según el sitio web Review aggregator Metacritic. En Japón, donde la versión de PS2 fue portada para su lanzamiento bajo el nombre Freekstyle Motocross (フリークスタイル モトクロス Furīkusutairu Motokurosu?) y publicado por Electronic Arts el 3 de octubre de 2002, Famitsu le dio una puntuación de 27 sobre 40.
Entertainment Weekly le dio a la versión de PS2 una A− y dijo: "Con un gran modo de dos jugadores cara a cara y 100 acrobacias exageradas para realizar, esto hace que los juegos de motocross normales parezcan francamente aburrido en comparación". FHM le dio cuatro estrellas de cinco y dijo que tenía "una jugabilidad espléndida coronada por una acción muy envolvente y algunos buenos toques de comedia". The Cincinnati Enquirer le dio a las versiones de PS2 y GameCube cuatro estrellas de cinco: "Este título se siente tan bien como se ve gracias a su manejo preciso y receptivo". Maxim también le dio a la versión de PS2 cuatro estrellas de cinco casi un mes antes de su fecha de lanzamiento: "Los juegos extremos se vuelven cada vez más extremos, pero sería difícil superar este giro infernal en carreras de motocross".